# Sigrun Bülow-Hübe
Sigrun Bülow-Hübe, född 31 januari 1913 i Linköping, död i maj 1994, var en svensk möbelformgivare med en framgångsrik karriär i Sverige och Kanada.
Sigrun Bülow-Hübe gjorde funktionella nyttomöbler för Kooperativa Förbundet på 1940-talet, bland annat sängen Tripp-trapp-trull och bäddsoffan Gudrun. Hon ritade även möbler för Malmö stadsteater 1944. Bülow-Hübe var senare verksam i Kanada.
Sigrun Bülow-Hübe var dotter till skulptören Runa Bülow-Hübe och arkitekten Erik Bülow-Hübe. Sigrun Bülow-Hübe hade tre syskon, däribland silversmeden och formgivaren Torun Bülow-Hübe. Familjen bodde några år i Saltsjöbaden innan flyttlasset gick till Malmö, där fadern tillträdde tjänsten som förste stadsingenjör.
Sigrun Bülow-Hübe studerade vid Kunstakademiets Arkitektskole i Köpenhamn och tog examen där 1936. Efter examen arbetade hon för arkitekten och formgivaren Rolf Engströmmer. År 1942 tilldelades hon ansvaret för inredningen till Malmö stadsteater, som invigdes 1944. Därefter arbetade hon för Statens kommitté för byggnadsforskning med bostadsnormer och -standarder. I och med detta arbete gavs Sigrun Bülow-Hübe möjlighet att utveckla sitt intresse för empirisk forskning om bostadsrummens ergonomi och funktion, vilket kom att bli ett genomgående tema i hennes karriär.
Sigrun Bülow-Hübe hade ett stort intresse för alla aspekter av den då aktuella bostadsfrågan. Åren 1948–1949 reste hon på stipendium till USA för att studera produktionsmetoder för prefabricerade hus och serietillverkade möbler. Året därefter gav hon ut boken Vi tänker bygga som vände sig till lekmän med råd och information om husbyggandets ekonomiska, tekniska och arkitektoniska aspekter. För Kooperativa Förbundets möbelavdelning ritade hon den under lång tid populära sängen Tripp, trapp, trull som bestod av tre sängar som kunde skjutas in under varann och på så vis spara plats åt den trångbodda barnfamiljen.
År 1950 reste Sigrun Bülow-Hübe till Montréal i Kanada för att arbeta som formgivare för möbelföretaget T Eaton Company, känt som Eaton’s. I besvikelse för att företaget inte visade större intresse för progressiva idéer inom formgivning startade hon år 1953 tillsammans med den österrikiske arkitekten Reinhold Koller företaget AKA Furniture Company, som formgav och sålde möbler och inredning. I egenskap av chefsdesigner satte Sigrun Bülow-Hübe sin prägel på företagets produkter och inredningar. Hennes alster, inte sällan utförda i trä, kombinerade enkelhet och funktionalitet med elegans, något som vid denna tid betraktades som okonventionellt i Kanada. År 1968 lämnade hon AKA Furniture Company för att arbeta som forskare och rådgivare åt de statliga organen Canada Mortgage and Housing Corporation (CMHC) samt Office of Design inom Canada Department of Industry, Trade and Commerce.
Sigrun Bülow-Hübe vann en rad utmärkelser, såsom guldmedalj vid Exposition Internationale de l'Urbanisme i Paris år 1947 och representerades i ett flertal internationella sammanhang, däribland de kanadensiska utställningarna vid Triennale di Milano 1957 och världsutställningen i Bryssel 1958. År 1973 blev Sigrun Bülow-Hübe invald i Royal Canadian Academy of Arts. Hon pensionerades från sina statliga uppdrag år 1977.
Sigrun Bülow-Hübe avled i maj 1994, 81 år gammal.

### Fotnoter
1. 1 2  läs online, Projekt Runeberg , läst: 12 maj 2019.[källa från Wikidata]
2. ↑  ”Malmö stadsteater blir byggnadsminne”. DN.SE. 14 december 1994. https://www.dn.se/arkiv/teater/malmo-stadsteater-blir-byggnadsminne/. Läst 15 november 2022.